# 移动电话辐射对健康的危害

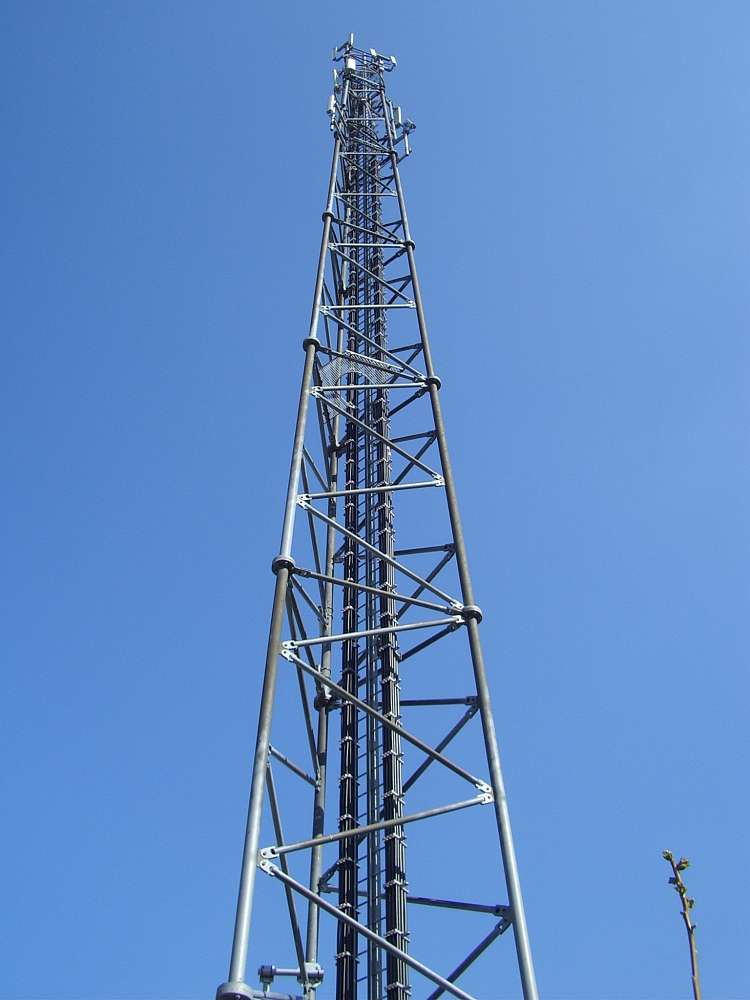
格林费尔德型塔用作移动电话基站

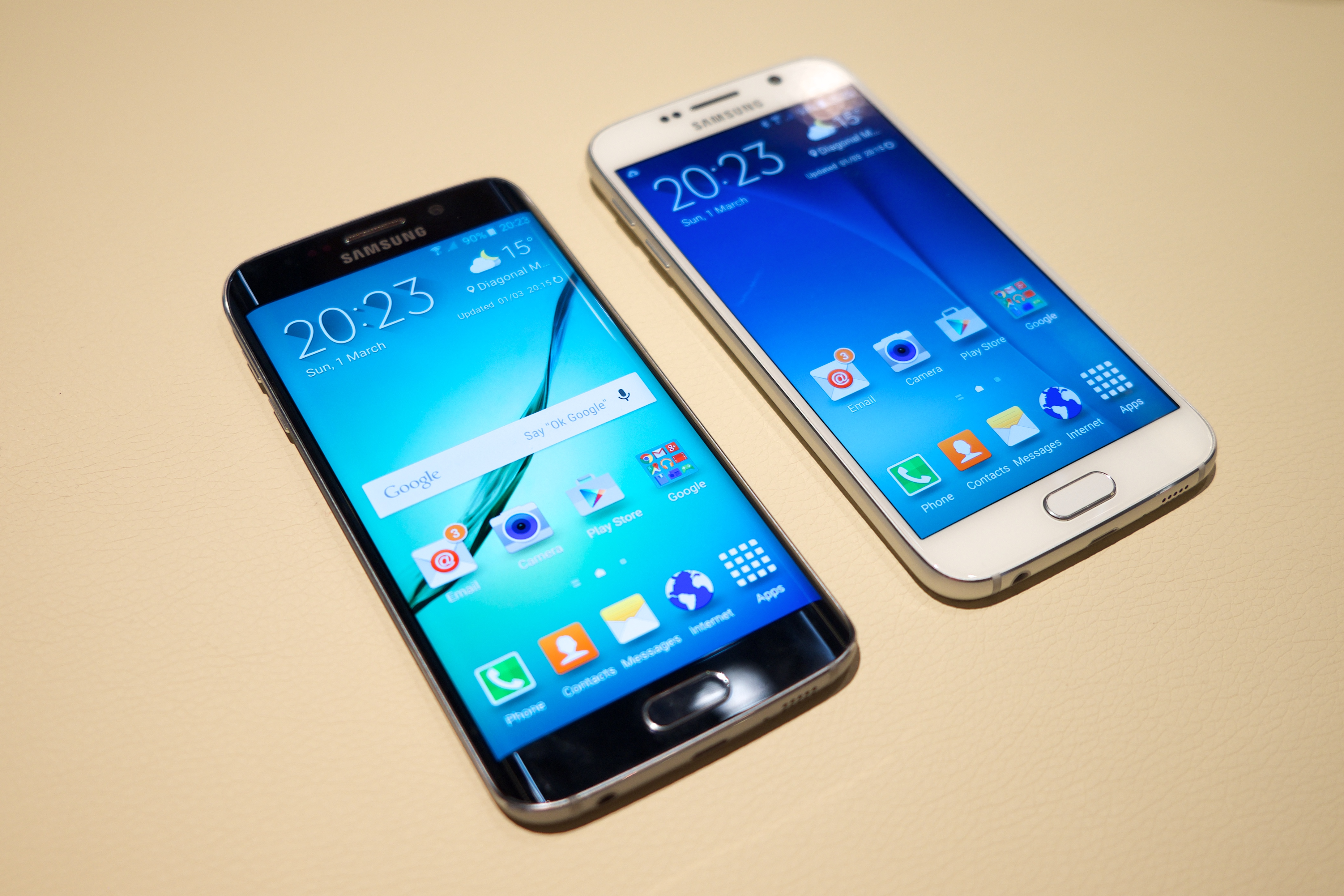
现代移动电话（三星集团）

移动电话（電磁波）辐射和健康问题随着世界上移动电话用户的急剧增长。受到越来越多的关注，因为移动电话使用微波范围的电磁波。這些疑慮引來了許多的研究（包括流行病學上的和實驗上的，在動物上和人體上）。其他數位无线系统，像是資料通訊網路，對健康上的影響的疑慮也開始上升。
關於這疑慮，在動物和人體上進行了大量的流行病學觀察和實驗，其中大量的試驗並未表明手機輻射直接危害人體生理健康。這些試驗常常被簡單地當作手機對人體無害的證據，甚至被一些獨立研究機構採用。
基於大多數科學和醫學機構的研究，世界衛生組織發表聲明稱手機和信號基站不太可能促發癌症和其他身體危害產生。世界衛生組織希望在2010年作出關於手機的規範。一些國家已經表明將採取措施讓公民更少地受這種危害。
2011年5月31日，隸屬世界卫生组织的国际癌症研究机构（IARC）发表声明称：从目前收集的证据可以得出结论，手机可能带有某些致癌风险，并最终把手机使用列入了“可能致癌”的分类中。这个分类意味着，有一些证据显示其会导致人体癌症，但远未到“总结性”的程度，需进一步研究。IARC将致癌物分为五类，除了“可能致癌”之外，还包括致癌、很可能致癌、未知、很可能不致癌。其中，吸烟和二手烟都被列入“肯定致癌”，“很可能致癌”則包括生产艺术玻璃和常用染发剂的理发师等职业行为，使用手机所属的“可能致癌”就排在其后。

## 听筒的健康危害
一部分从移动电话听筒部分发射的无线电波會被人类头部吸收。例如：由GSM手持設備發射的電波可能有超过2瓦特的功率、模拟电话（可能很少见了）可达到3.6瓦特，如同车载的旧式大型移动电话。今天其它如CDMA和TDMA这样的数字移动电话，功率都要小于1瓦特。在某些國家，針對行動電話的平均發射功率制定了標準並有提醒消費者相關資訊的義務（通常印在电池組件）。在一些系统中，移动电话和基站检测收訊品質和信号强度，在前述的限制之下发射功率水平自动的提升或者降低（例如在建築物或車輛中）。

### 热效应
是指电磁波照射到生物体中，使生物体的温度升高，从而促进细胞的代谢水平，并由此引起生物体的各种生理和病理变化过程。

### 非热效应
非热效应是指生物体反复接受低强度、长时间或高强度极短时间的微波辐射后，雖然体温未明显上升，但会产生一系列的生物学效应，难以用热效应解释的这类效应，这种影响是用别的手段提供热时不会出现的。
研究表明，人体对电磁辐射的吸收，可能是一种相干吸收，即一种典型的谐振现象。电磁波的电场极化沿人体细线的方向，如果入射波长是人体高度的2．5倍或5倍（由接地条件决定），那么人体就会感应相当强的射频相干电流。若人体接地良好，则人体上的感应电流类似于地面上的1／4波长振子上的电流，若接地不好，则相当于谐振半波摄于上的电流。研究发现，此时人体最大的射频能量吸收发生在人体组织最小截面处（如，脚踝、颈、腹股沟等区域）。人体吸收射频辐射能量的机理，现在仍存在争议。实际上人体带有的磁性材料是不确定的，不能直接接收磁能。人体主要由水、电解质和具有人净轻的复杂分子组成，人体通过离子运动和极性分子振荡而从射频电场吸收能量，而磁场能量的吸收则须通过法拉第连锁现象实现的。
人体活性组织从电磁场所吸收的全部能量，最初用于增加人体组织细胞中的分子和离子的机械运动，如果这种机械运动是随机的，那么所有电磁能将被吸收转化为热，最终提高被辐射组织的温度。如不是随机的而是相干的，则在转化为热之前，电磁能量可能支持某些生物化学作用（如酶的活性化），即非热效应。虽现在尚未十分清楚，但可以认为人体组织对能量的相干吸收是很小的。

## 部分人對基站的担忧
有担忧来自于基站发出的辐射，人們認為基站在近距离下的辐射强烈而持續。
Santini等人于2002年在法国进行了一場訪問，样本为乡村里居住在距离GSM移动信号塔300米内，和城市里距离100米内的人群。不少人在訪問中認為基站確實有一定害處，並承認自身的確有疲劳、头痛、睡眠问题和记忆力减退的問題。在西班牙、埃及、波兰和奥地利的訪問也得到相似的结果。但訪問可能會受到自我恐慌和問題引導而變得不准确。
目前没有確實數據能证明居住在基站附近对健康不产生影响。但也没有確實數據和科學能证明居住在基站附近对健康产生影响。
在埃塞克斯大学和瑞士的研究认定移动电话天线不太可能会导致一些自愿者所抱怨的这些短期症状。不過有人批评受调查者中途退出有失公允，尽管报告作者出面澄清。
有人認為随着科技进步，对基于手机网络的数据需求增强，辐射量會持續增加，源源不断。
法国曾有议案討論主要天线轴不能在居住区正前方100米内。而这项议案在2003年经过修改，决定只在距离小学和幼儿园设施方圆100米内的信号塔需要被整合进市容管理部门认定。而议案到了2005年后就再沒有被提起了 。

## 民間反應
但是，到目前為止，醫學研究的數量不足及技術問題等因素，其可信度還是十分備受爭議的，導致事實真相成為「信者恆信，不信者恆不信」的結果，甚至有時還引發「為反對而反對」等情事，如2011年1月8日時，台灣台中市大里區的一戶民宅發生了「牆壁吸附硬幣」的特殊現象，屋主強烈懷疑是豎立在屋外的一個變壓器的強烈電磁波肇禍，但事實上由「鎳」所鑄作而成的硬幣的化學特性百分之百沒有磁性，而電磁波也沒有磁力，牆壁吸附硬幣的現象應較可能由其他因素所導致，如溼度的程度加上大氣壓力所致。

## 参見
- 职业病
- 妄想症